# Basichlamys
A Basichlamys a valódi zöldmoszatok törzsének egy nemzetsége, mely a Chlorophyceae osztályba, a Volvocales rendbe és a Tetrabaenaceae vagy a Volvocaceae családba tartozik.

## Leírás
A kolóniák négy sejtből állnak, melyek négyszög alakban helyezkednek el. A sejtek oválisak, néha aszimmetrikusak, mindegyik sejt rendelkezik két azonos hosszúságú ostorral, egy szemfolttal (stigma), két összehúzódásra képes vakuólummal az ostorok tövében és egy vaskos, csésze alakú kloroplasztisszal, benne egy pirenoiddal. Az ivartalan szaporodás autokolónia-képzéssel, néha akinétával történik, míg az ivaros szaporodás izogám, sejtfalas aplanozigóta-képzéssel történik.
A Basichlamys az édesvizek ritka, kozmopolita élőlénye. A nemzetséget Heinrichs Skuja írta le 1956-ban a Gonium sacculiferum fajtól elkülönítve. A Gonium nemzetségtől csak sejtjeinek hézagos kapcsolódása különíti el, néhány szerző nem ismeri el, helyette a Gonium sacculiferumot jelölik meg.